# Wyżeł weimarski długowłosy
Wyżeł weimarski długowłosy – to mniej popularna odmiana wyżła weimarskiego, od odmiany krótkowłosej różni się jedynie długością włosa. Typ wyżłowaty. Obie rasy mają wspólny wzorzec FCI nr 99. Podlega próbom pracy.